# Zevenstippelig lieveheersbeestje
Het zevenstippelig lieveheersbeestje (Coccinella septempunctata) is een kever uit de familie lieveheersbeestjes (Coccinellidae). 
De kever is als larve en ook als volwassen insect een felle jager die voornamelijk bladluizen eet en is hierdoor geliefd bij tuinders. De kever wordt wereldwijd als biologisch bestrijdingsmiddel ingezet in kassen en boomgaarden om bladluizen te bestrijden.
De kevers houden in de winter een winterslaap en kunnen dan massaal in huizen worden aangetroffen. In België en Nederland is de soort algemeen en kan plaatselijk zeer talrijk voorkomen.
Het zevenstippelig lieveheersbeestje is direct te herkennen aan de helderrode dekschilden met altijd zeven zwarte stippen. Het aantal stippen heeft bij lieveheersbeestjes dus niets met de leeftijd te maken.
Het zevenstippelig lieveheersbeestje wordt soms gezien als brenger van geluk en is een symbool tegen zinloos geweld.

## Verspreiding en habitat
Het zevenstippelig lieveheersbeestje komt voor in grote delen van Europa en in delen van Azië. In Azië is de soort bekend van het eiland Taiwan en een aantal eilanden van Japan. De Japanse populaties worden als een aparte ondersoort onderscheiden: Coccinella septempunctata brucki.
Ook in het oosten van de Verenigde Staten komt de kever voor. De soort is hier meerdere keren uitgezet en heeft zich verspreid. Andere in Noord-Amerika inheemse soorten worden zelfs verdrongen doordat het zevenstippelig lieveheersbeestje veel effectiever jaagt op bladluizen.
De kever is niet kieskeurig als het gaat om de habitat en komt overal voor waar bladluizen te vinden zijn. Omdat voornamelijk bladluizen gegeten worden die op kruidachtige tot struikachtige planten leven, is ook de kever vaak in lagere begroeiing te vinden maar wordt ook wel aangetroffen in bomen. In bossen is deze soort echter zeldzaam, zeker in naaldbossen waar geen prooidieren leven.

## Kenmerken

### Lichaam

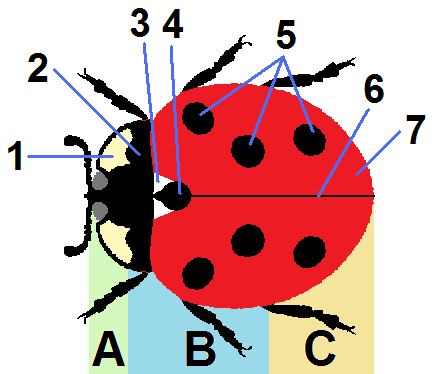
Schematisch overzicht lichaam

De kenmerken van het zevenstippelig lieveheersbeestje zijn met letters en cijfers aangegeven op bijgaande afbeelding. De totale lichaamslengte zonder uitsteeksels is 5,2 tot 8 millimeter. Hiermee is het een van de grootste Midden-Europese soorten uit de lieveheersbeestjesfamilie. Het lichaam is van boven bezien enigszins ovaal: de dekschilden lopen vrijwel naadloos over in het halsschild. Aan de voorzijde is het silhouet wat breder en het heeft een versmalling aan de achterzijde. Van de zijkant bezien is de kever sterk bolvormig,.
De kop (A) is grotendeels verborgen onder het brede halsschild, dat aan weerszijden omlaag gekromd is. Het halsschild is hierdoor ook aan de onderzijde zichtbaar. De witte vlekken (1) aan het verder zwarte halsschild (2) zijn kenmerkend. Bij sommige exemplaren ontbreken deze vlekken. Het halsschild is nooit lichtomzoomd zoals bij gelijkende soorten. Aan de voorzijde van de dekschilden zitten twee kleine, witte vlekken (3) die meestal driehoekig van vorm zijn. Hierachter bevindt zich een druppelvormige zwarte vlek (4) die is verdeeld over beide schilden. Ieder dekschild draagt daarnaast drie zwarte, ronde stippen (5). De voorste vlek is aan de voorrand van het dekschild gelegen, de middelste vlek aan de middennaad en de achterste vlek bevindt zich aan de zijrand aan de achterzijde van het dekschild. In totaal heeft de kever dus altijd zeven vlekken, waaraan de Nederlandse en de wetenschappelijke naam zijn te danken. De vorm van de vlekken vertoont enige variatie maar ze zijn nooit licht omzoomd. De dekschilden zijn duidelijk begrensd door de naad in het midden (6). Van het zevenstippelig lieveheersbeestje zijn geen zwarte of gele variaties bekend; alle soorten hebben de lakrode tot oranjerode dekschilden (7).

### Kop

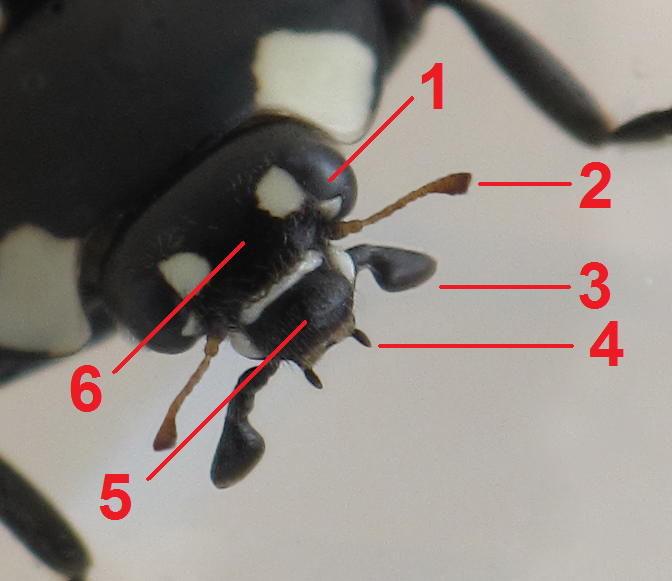
Onderdelen van de kop

De ogen (1) zijn zwart en kraal-achtig en zijn nauwelijks zichtbaar hoewel ze niet heel klein zijn. De bovenrand van de bovenste monddelen is wit, wat meestal moeilijk te zien is vanwege de naar onder gekromde kop. De antennes (2) zijn geelbruin en hebben een verbreed, golfclub-achtig laatste lid. De kaaktasters (3) zijn zwart, relatief fors, en aan het uiteinde verbreed. De maxillaire palpen (4) zijn nog kleiner en alleen goed zichtbaar met een loep. De kaken zijn met het blote oog nauwelijks te zien. Het labium (5) is sterk behaard. Op de clypeus (6) zitten tegen de ogen aan twee ronde witte vlekjes.

### Overige kenmerken
De onderzijde van het lichaam is zwart, aan de onderzijde vallen ook de poten op, die van bovenaf goed verborgen blijven. De zes poten zijn allemaal ongeveer gelijk van vorm, ze bestaan uit drie ongeveer even grote delen, waarvan het laatste deel, aan het uiteinde, gesegmenteerd is. Van het lichaam af wordt het eerste deel coxa of heup genoemd, deze is wat verbreed. Het middelste deel is de tibia of scheen en het laatste (gelede) deel is de tarsus of voet. Deze bestaat uit een aantal delen, waarvan de voorste aan de onderzijde voorzien zijn een fluweel-achtige beharing of setae. Aan het uiteinde van iedere poot zijn twee haak-achtige klauwtjes aanwezig.
Het zevenstippelig lieveheersbeestje is te herkennen aan de kleur. De organische pigmenten die voor de felle kleur dekschilden zorgen worden carotenoïden genoemd. Uit de dekschilden geïsoleerde verbindingen zijn onder andere torulene en β-caroteen.. Uit onderzoek blijkt dat de pigmenten niet uit planten worden verkregen, waardoor vermoed wordt dat ze worden aangemaakt door symbiotische micro-organismen.

## Larve

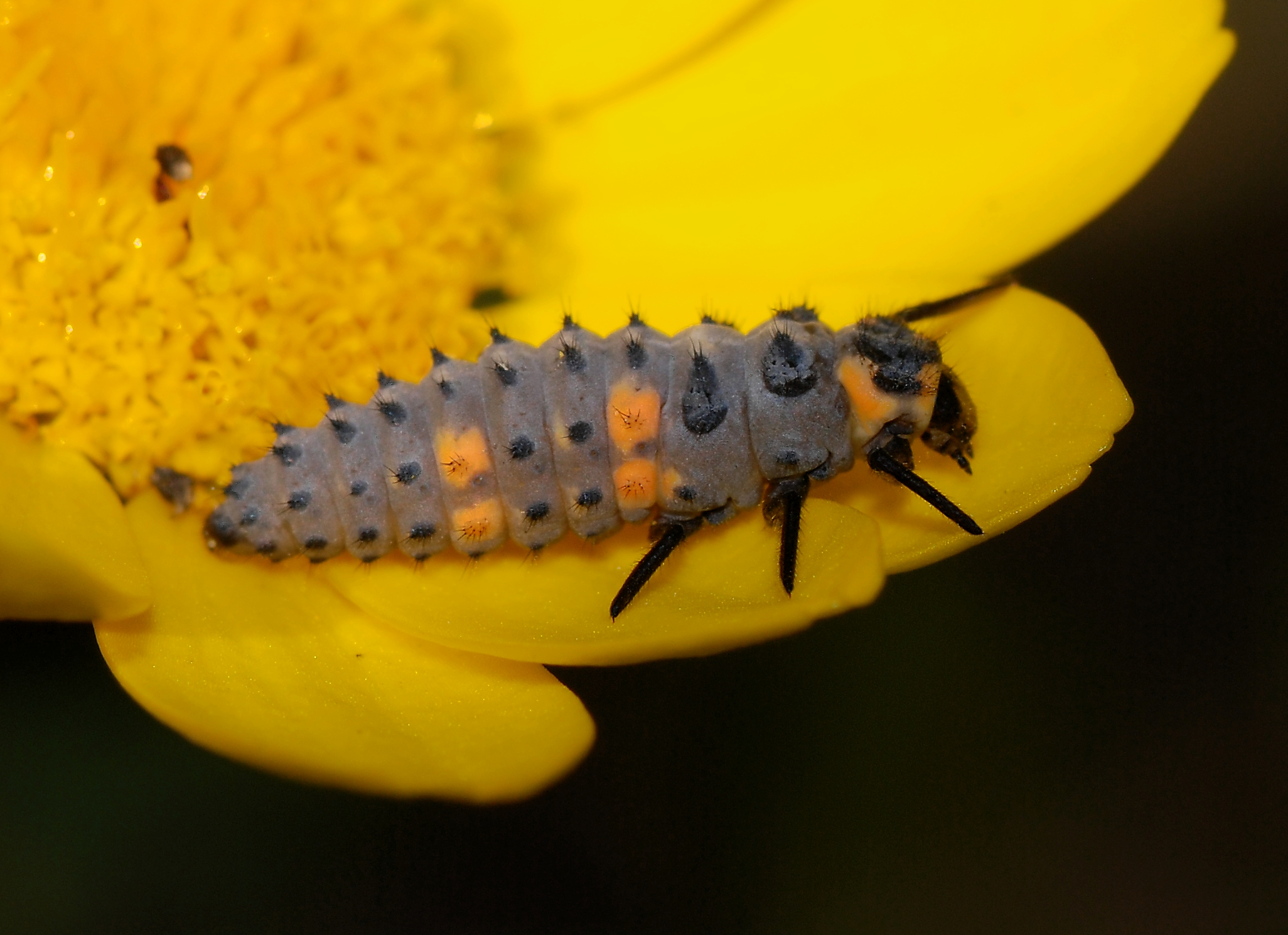
Een wat oudere larve op een bloem

Als de larve net uit het ei kruipt, is deze enkele millimeters lang en zeer donker tot zwart van kleur. De larve groeit snel en krijgt na enkele vervellingen een kenmerkende grijsblauwe kleur met oranje vlekken. Na iedere vervelling zijn de poten en het lichaam bleek van kleur, maar na enige tijd kleurt dit terug naar zwart.
De larve heeft een opvallend langwerpig lichaam dat enigszins driehoekig is van vorm; het voorste deel is duidelijk breder dan de achterzijde die in een punt eindigt. De poten zijn altijd zwart van kleur en relatief groot en dik in vergelijking met de poten van keverlarven uit andere families. Het lichaam is duidelijk verdeeld tien segmenten en op ieder segment zijn enkele wrat-achtige bulten aanwezig die voorzien zijn van gestekelde borstels. Op de eerste drie segmenten, die later het borststuk zullen vormen, zijn deze sterk vergroot. De larve heeft twee relatief grote kaken, maar nog geen dekschilden en ook vleugels ontbreken.
Op ongeveer het midden van het lichaam, op het derde segment achter de kop, zijn aan de flanken twee oranje verdikkingen aanwezig. Ook op het zesde segment achter de kop zijn dergelijke structuren aanwezig, op ongeveer een derde van het lichaam gezien vanaf de achterzijde. Dit zijn klieren die dezelfde afweerstof als de volwassen lieveheersbeestjes afscheiden bij gevaar; een bittere, onsmakelijke gele vloeistof. Het voorste lichaamssegment, dat vlak achter de kop is gelegen, is grotendeels oranje van kleur en heeft enkele zwarte vlekken.
De larve wordt afhankelijk van het voedselaanbod ongeveer 8 tot 12 millimeter lang voor de verpopping plaatsvindt, zie ook onder voortplanting.

## Onderscheid met andere soorten
Het zevenstippelig lieveheersbeestje kent enige variatie in grootte en kleur en ook de vorm van de zwarte vlekken op de dekschilden kan verschillen. Over het algemeen is de soort dankzij de zeven stippen niet met andere lieveheersbeestjes te verwarren. De zevenstip is een grotere soort (5 tot 8 millimeter). De enige soort die bijna sprekend op het zevenstippelig lieveheersbeestje lijkt, is de zeldzame soort het schitterend lieveheersbeestje. Deze verschillen met name doordat bij het schitterend lieveheersbeestje zich aan de onderzijde witte driehoekjes achter de middelste en achterste potenparen bevinden (bij het zevenstippelig lieveheersbeestje alleen bij het middelste potenpaar).
Vele andere soorten blijven kleiner, zoals het tweestippelig lieveheersbeestje (Adalia bipunctata) die 4 tot 6 mm lang wordt, maar vrijwel altijd twee stippen heeft. Andere lieveheersbeestjes, zoals het elfstippelig lieveheersbeestje (Coccinella undecimpunctata) en het vijfstippelig lieveheersbeestje (Coccinella quinquepunctata), hebben meestal elf respectievelijk vijf stippen. Naast deze twee soorten komen in Europa nog vier andere soorten uit het geslacht Coccinella voor. Deze zijn te onderscheiden aan het aantal stippen.

## Levenswijze
Het zevenstippelig lieveheersbeestje is overdag actief en trekt zich 's nachts terug in spleten of tussen bladeren. Het is een veel geziene kever die zonbeschenen plekken prefereert en door de rode kleuren tegen de meestal groene achtergrond van de planten waar het dier op leeft goed te zien is.
Het zevenstippelig lieveheersbeestje houdt een winterslaap, aan het einde van de zomer trekt de kever zich terug. De overwintering vindt altijd plaats als volwassen kever, nooit als ei of larve. Geschikte overwinteringsplaatsen zijn in spleten in hout, tussen boomwortels, achter loszittend boomschors, in rotsspleten, onder bladeren, graspollen of mos en andere plaatsen waar de kever kan schuilen tegen de kou. Net als een aantal andere lieveheersbeestjes kan het zevenstippelig lieveheersbeestje in geschikte winterkwartieren massaal overwinteren met tientallen tot honderden exemplaren tegelijk. Ook in menselijke bebouwing kunnen soms grote groepen worden aangetroffen.

### Voortplanting en ontwikkeling
Net als alle kevers behoort het zevenstippelig lieveheersbeestje tot de Endopterygota, dit zijn insecten met een volledige gedaanteverwisseling. Het jeugdstadium of larve van deze insecten is wormachtig en lijkt niet op het volwassen insect. Pas in het popstadium wordt het lichaam volledig omgebouwd. De tegenhanger van de Endopterygota zijn de Exopterygota, die een onvolledige gedaanteverwisseling kennen. De jeugdstadia van deze insecten worden nimfen genoemd en zijn miniatuurversies van de ouderdieren maar zijn kleiner en hebben nog geen vleugels, ze kennen geen popstadium.

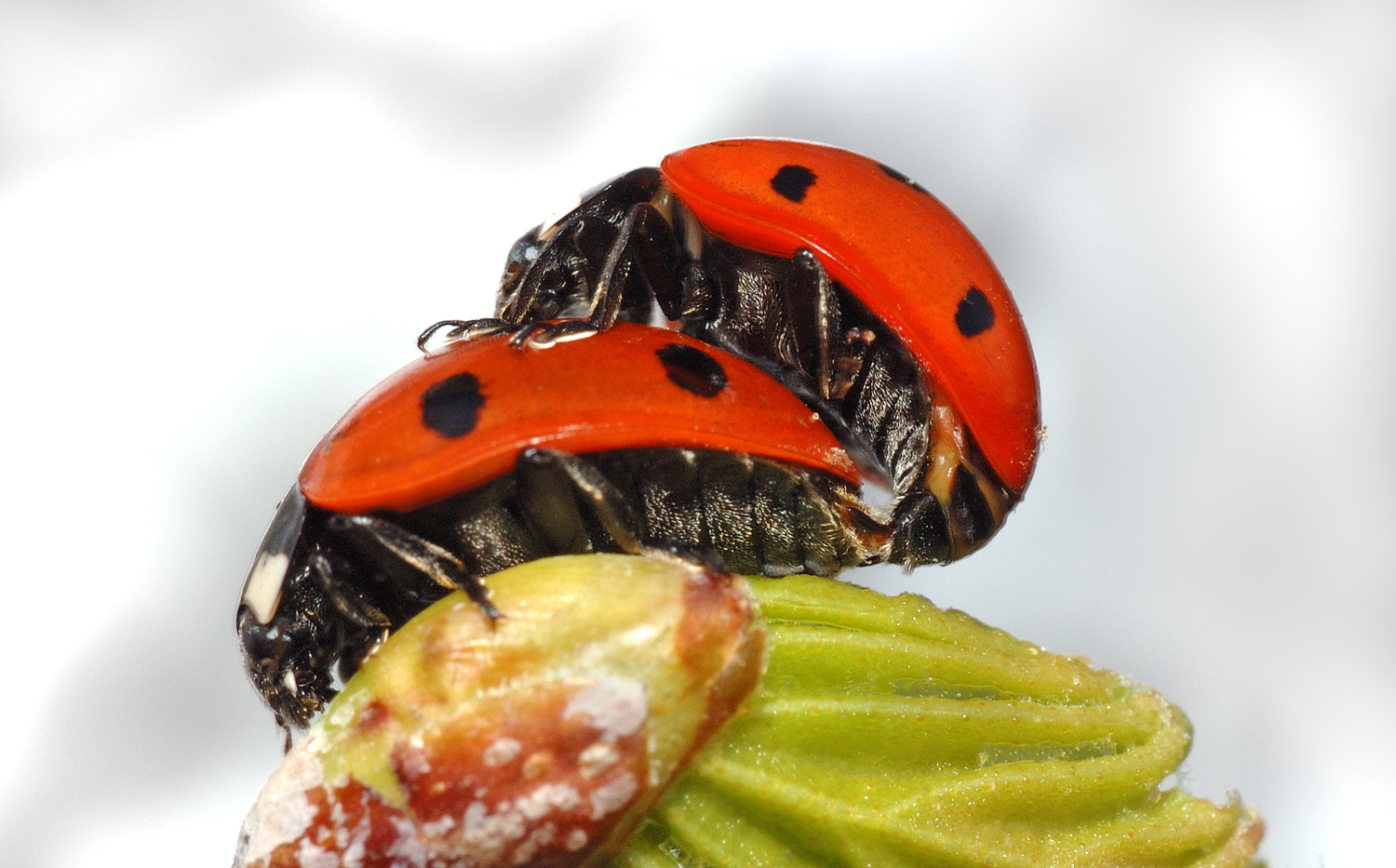
Paring, mannetje boven.

Lieveheersbeestjes zoeken elkaar op in het voorjaar om te paren, vaak is er aan het eind van de zomer een tweede generatie. Bij de paring klimt het mannetje half op het vrouwtje waarbij de cloaca contact maken en de bevruchting plaatsvindt.
De eitjes worden rond mei in groepjes gelegd tussen bladluizenkolonies, vrijwel altijd aan de onderzijde van bladeren. De eitjes zijn langwerpig ovaal van vorm en oranjegeel van kleur, ze hebben een lengte van ongeveer twee millimeter.
De langwerpige larven kruipen na enkele dagen uit het ei, ze vreten zich zo snel mogelijk vol en doorlopen het larvale stadium in ongeveer vier weken. Het larvestadium bestaat uit vier stappen, die de instar worden genoemd en gescheiden worden door een vervelling. Het eerste instar is klein en zwart van kleur, het tweede is iets groter en lichter van kleur en bij het derde instar zijn de oranje bulten aan weerszijden al goed zichtbaar. Het vierde instar is het laatste stadium en zal zich aan het eind van het larvestadium verpoppen. De larve hecht hierbij zijn achterlijfspunt aan de ondergrond, meestal een stengel of een blad, waarna de lichaamsvorm drastisch verandert. De pop of chrysalis is druppelachtig van vorm en is in eerste instantie oranjegeel van kleur en glad. Later kleurt de pop bij en heeft een gerimpeld, mummieachtig uiterlijk, de kleur is oranje met rijen zwarte stippen. Als de pop wordt aangeraakt zal deze op- en neergaande bewegingen maken.

Ontwikkeling
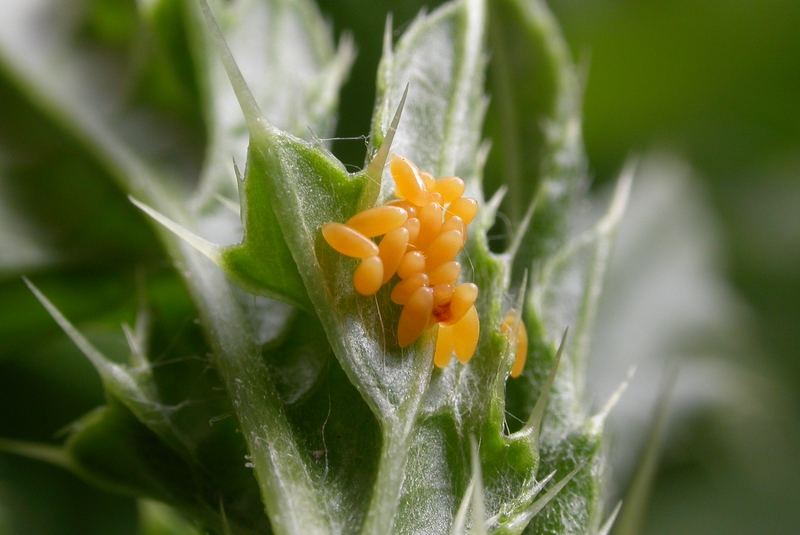
Eitjes op distel
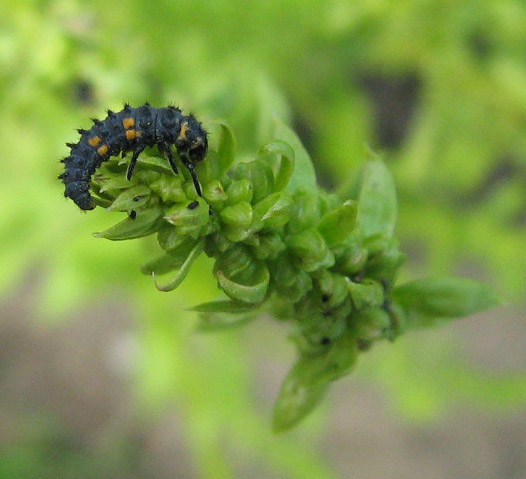
Jongere larve
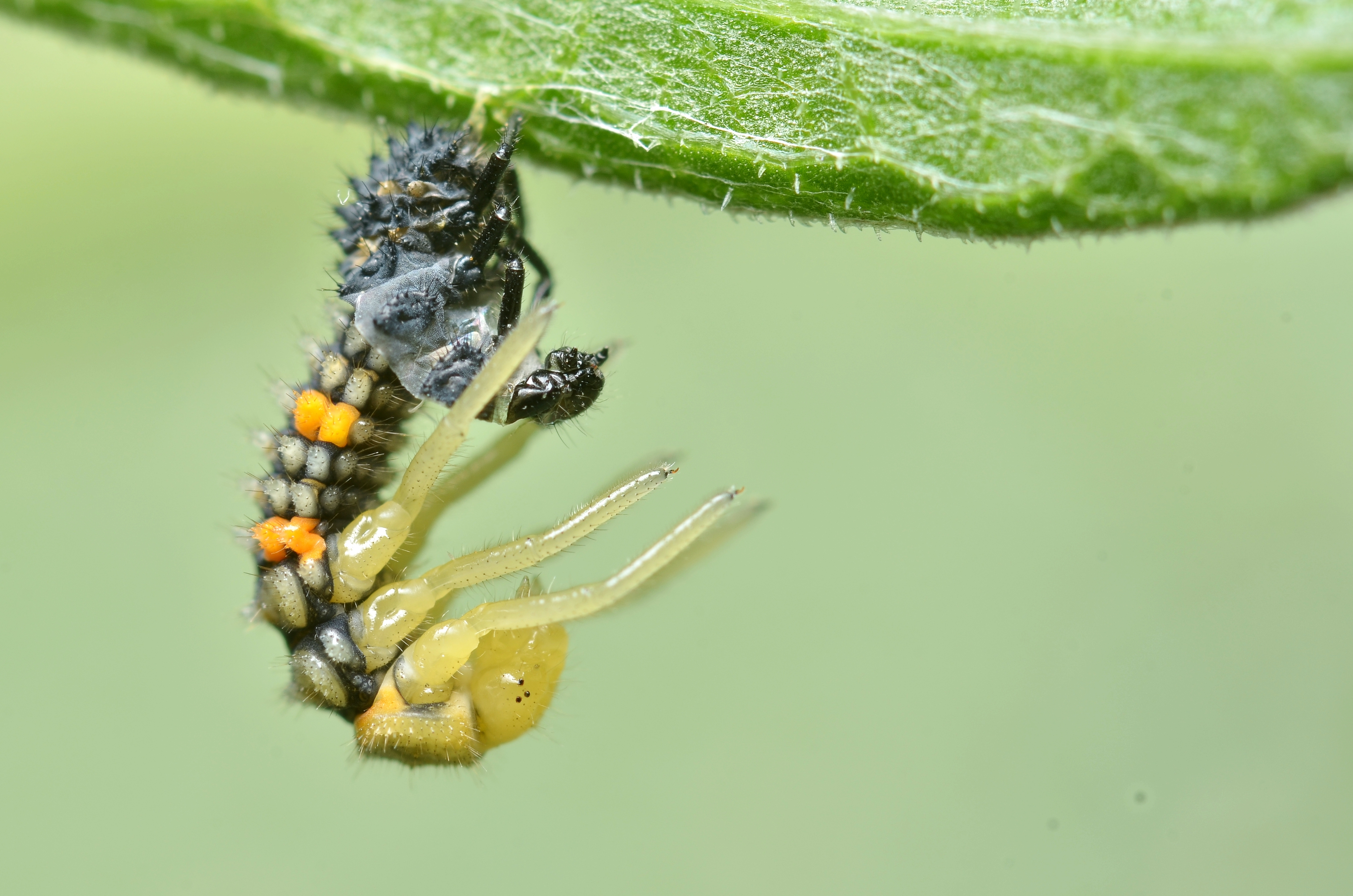
Vervellende larve
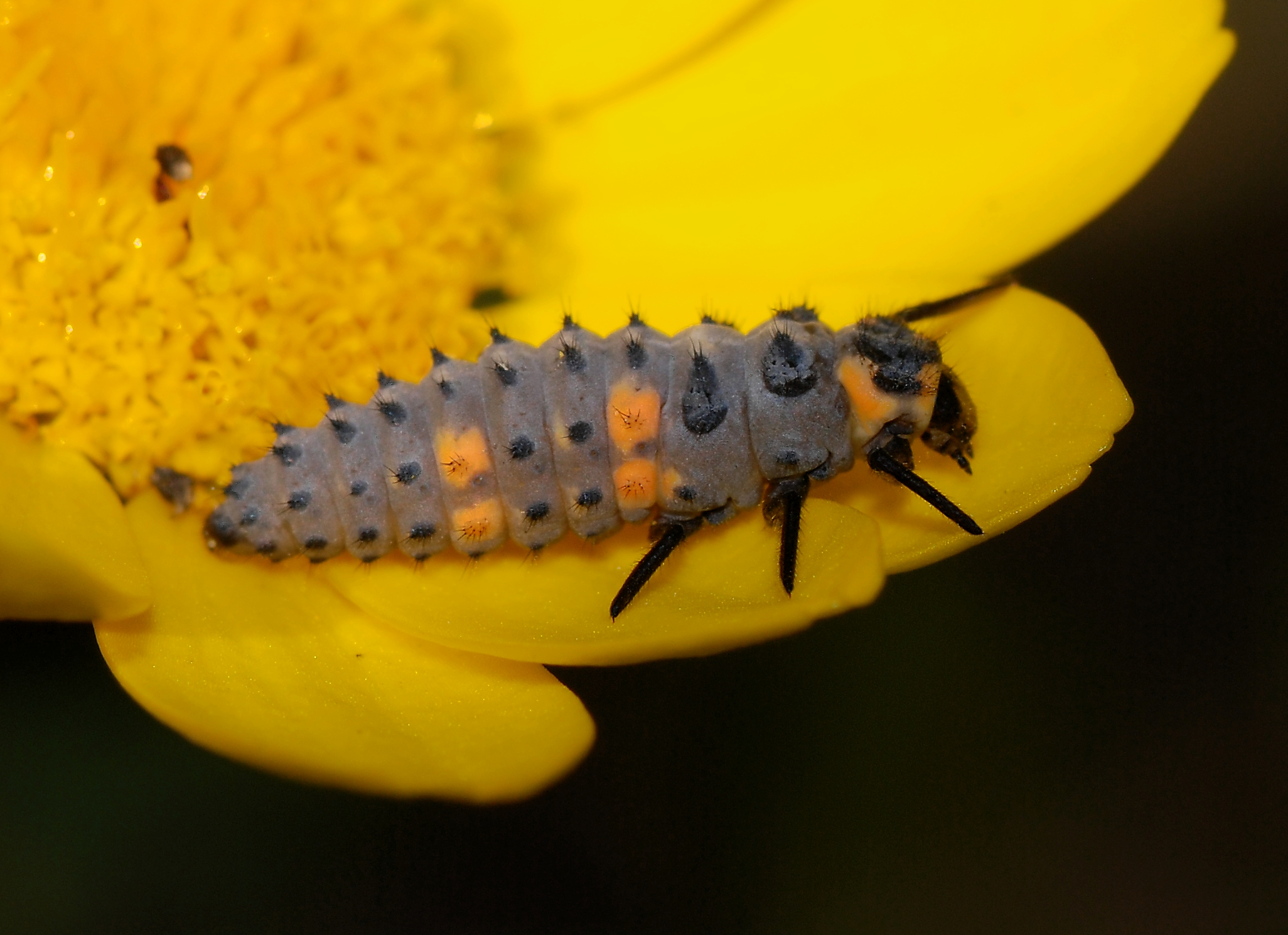
Oudere larve
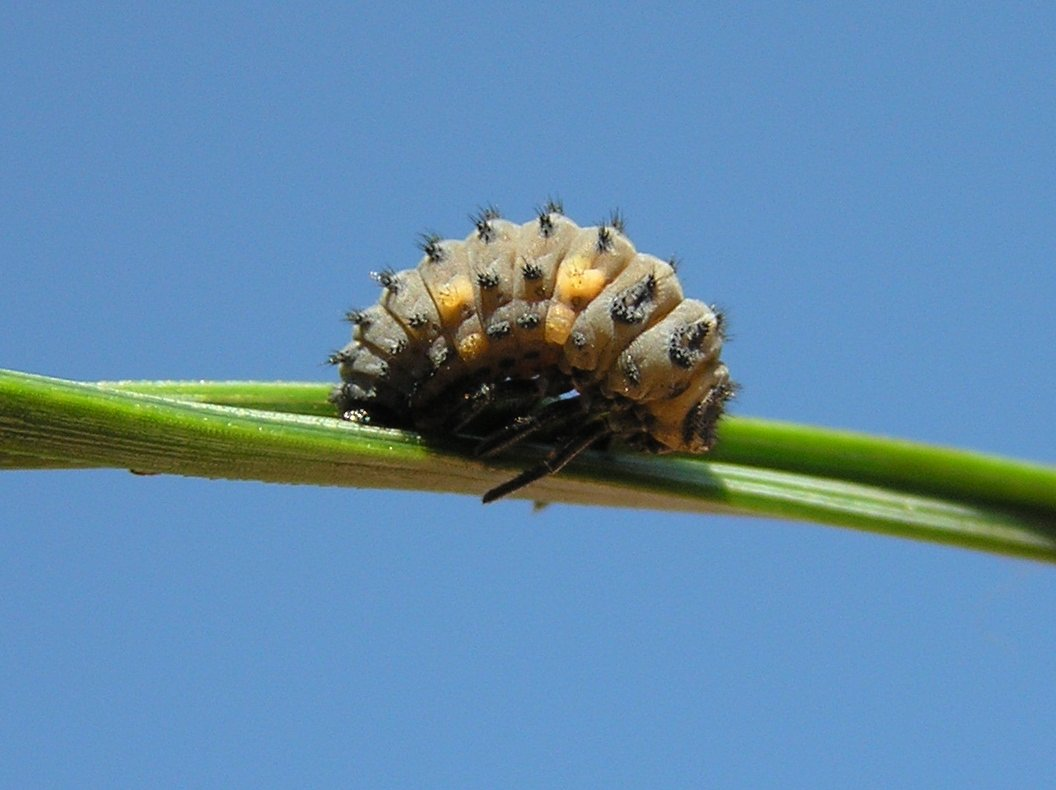
Vervellende larve

Uitsluipen
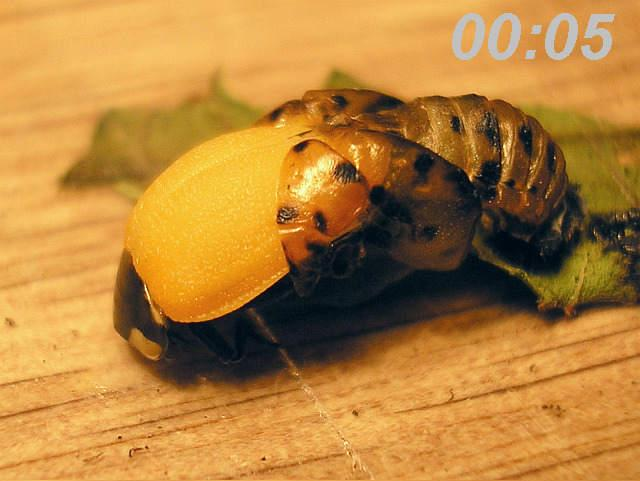
De kever kruipt uit zijn pop en is nog geel van kleur
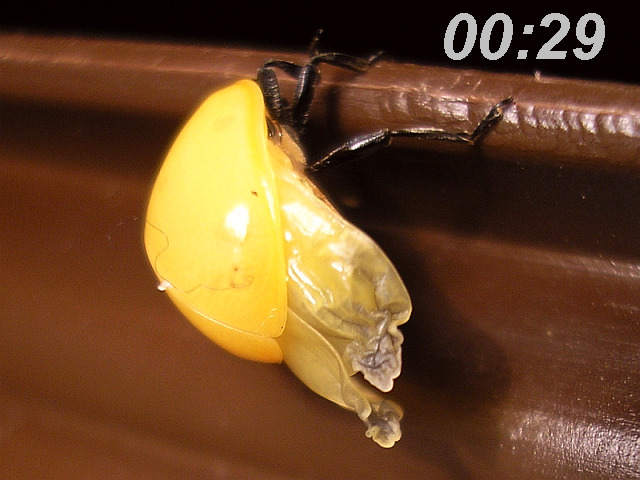
De voorvleugels worden volgepompt met vloeistof.
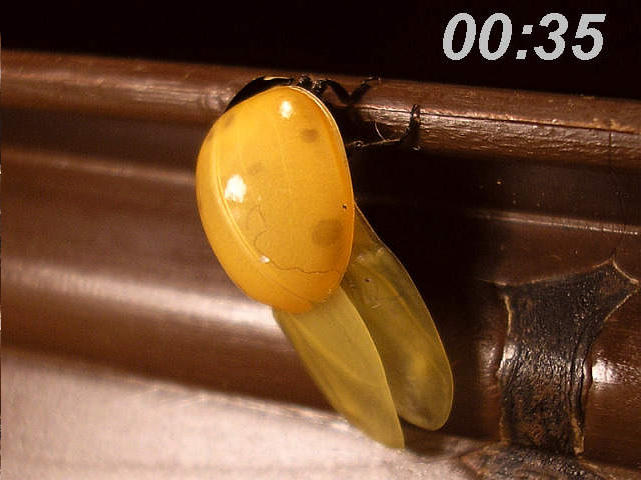
De vleugels harden uit en de rode kleur en stippen verschijnen
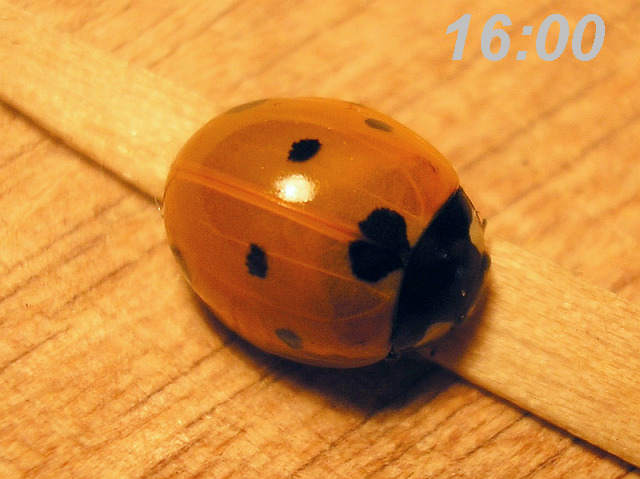
De kleuren en stippen zijn goed zichtbaar.

Als het lieveheersbeestje de pop verlaat, wat uitsluipen wordt genoemd, is het diertje zeer kwetsbaar. Het lichaam is nog erg zacht en raakt snel beschadigd. Ook zijn de voorvleugels, de vliezige vleugels waarmee gevlogen wordt, nog ondoorzichtig en geschrompeld. Ze worden volgepompt met een vloeistof waardoor ze uitvouwen en later uitharden en doorzichtig worden. Bij het uitsluipen zijn het halsschild en de poten reeds zwart van kleur. De dekschilden en de onderzijde echter zijn geeloranje en de dekschilden hebben nog geen stippen. Pas als de dekschilden uitharden verschijnen de stippen en de rode kleur van de dekschilden en wordt de onderzijde zwart.

### Voedsel

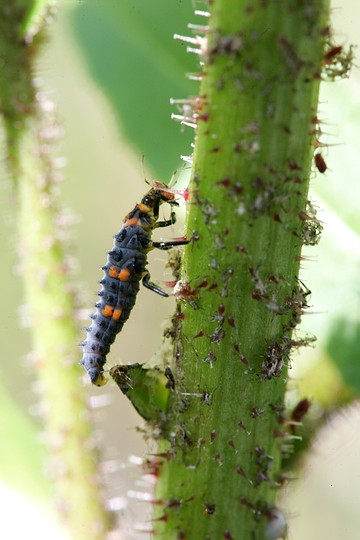
Ook de larven zijn felle rovers

Het zevenstippelig lieveheersbeestje is een grote rover die voornamelijk bladluizen eet, er worden zo'n 100 bladluizen per dag gegeten. Ondanks de hoge voorkeur voor bladluizen worden echter ook andere kleine diertjes zoals kleine larven van andere insecten, bladkevers, trips of mijten gegeten. Deze dieren zijn ook schadelijk voor planten waardoor het zevenstippelig lieveheersbeestje erg populair is in de gewasbescherming. Vooral de zwangere vrouwtjes zijn erg roofzuchtig en werken grote hoeveelheden bladluizen weg. Een buitgemaakte prooi wordt met de voorpoten vastgehouden en met de kleine maar scherpe monddelen vermalen tot een papje wat vervolgens wordt opgezogen.
De larve van het zevenstippelig lieveheersbeestje begint zodra het ei is verlaten met eten, als eerste wordt de eigen eierschaal opgegeten. Op het menu van de larve staan net als het volwassen lieveheersbeestje voornamelijk bladluizen. De beweeglijke larve spendeert al zijn tijd in het zoeken en eten van luizen en tegen de tijd dat de larve verpopt heeft het dier al vele honderden bladluizen weggewerkt. Vooral het laatste larvestadium is zeer vraatzuchtig; drie vierde van alle gegeten prooien wordt in het laatste instar gegeten. In totaal kan een larve zo'n 200 tot 600 bladluizen wegwerken in een tijdsbestek van ongeveer een maand. De larve eet soms de eitjes van andere soorten maar deze bepalen waarschijnlijk geen groot deel van het menu. Uit laboratoriumonderzoek blijkt dat het zevenstippelig lieveheersbeestje minder snel de eitjes van het tweestippelig lieveheersbeestje eet dan andersom. De larven van de zevenstip zijn bovendien niet in staat te overleven als ze op een strikt dieet van eitjes van de tweestip worden gezet. Andersom is dat wel het geval, ongeveer een derde van de larven van de tweestip overleeft een dieet van zevenstip-eitjes, maar doen er bijna twee keer zo lang over om zich te ontwikkelen.
Het zevenstippelig lieveheersbeestje kan als bladluizen en andere kleine prooidieren ontbreken ook overschakelen op ander voedsel, wat een voorsprong geeft op andere soorten. Er is bekend dat veel soorten lieveheersbeestjes die net uit de winterslaap ontwaken aan jonge blaadjes knagen om zo het tijdens de winterslaap ontstane vochtverlies te compenseren. Als tegen het einde van de zomer bladluizen schaars worden, eet het lieveheersbeestje stuifmeel van verschillende planten uit de composietenfamilie en de schermbloemenfamilie, ook sporen van schimmels worden gegeten. Van exemplaren die uit de winterslaap ontwaken is bekend dat ze nectar eten van onder andere de sleedoorn (Prunus spinosa).
Op het menu staan verschillende soorten bladluizen, zoals de groene perzikluis (Myzus persicae) en de erwtenluis (Acyrthosiphon pisum). Niet alle soorten bladluizen zijn echter geschikt, van de vlierbladluis (Aphis sambuci) en de grote lupineluis (Macrosiphum albifrons) is bekend dat ze giftig zijn voor het lieveheersbeestje.
Het zevenstippelig lieveheersbeestje heeft net als veel andere kevers een uitstekend reukvermogen waarmee indirect prooien worden opgespoord. Een vliegend lieveheersbeestje kan geen prooien zien, maar wel ruiken en zo naar een bladluizenkolonie vliegen. De was-achtige huiduitscheiding van de bladluis kan door de geurzintuigen van de kever worden waargenomen. Als een zevenstippelig lieveheersbeestje de geuren van bladluizen waarneemt, beweegt het dier zich langzamer en verandert vaker van richting.
Hoe de kever de prooien direct opspoort, dus de individuele bladluis waarneemt, is nog niet precies bekend. Lieveheersbeestjes kunnen bijzonder slecht zien en merken waarschijnlijk pas een bladluis op met de maxiliare palpen, twee zintuiglijke uitsteeksels aan de kaken. Omdat deze bij lieveheersbeestjes erg kort zijn, kan de kever een prooi pas opmerken als het bijna letterlijk tegen een bladluis aanloopt. In een onderzoek waarbij de palpen werden afgesneden bleek dat de kever minder efficiënt was in het opsporen van bladluizen.
Bladluizen, die het belangrijkste voedsel van de kever vormen, zijn insecten die een complexe en variabele ontwikkeling kennen. Soms komen gevleugelde en ongevleugelde vormen en zowel een geslachtelijke als ongeslachtelijke voortplanting voor binnen een enkele soort. Van prooidieren als de erwtenluis is zelfs bekend dat de luizen een voor de levenscyclus onnatuurlijke ontwikkeling kunnen aanwenden om aan het lieveheersbeestje te ontsnappen. Ze ontwikkelen in de aanwezigheid van lieveheersbeestjes meer jongen die eenmaal volwassen vleugels dragen zodat het nageslacht kan wegvliegen.

### Vijanden en verdediging
Een belangrijke vijand van deze soort zijn mieren die de kevers verjagen omdat een mier graag de zoete afscheiding van bladluizen opzuigt. De sluipwesp Dinocampus coccinellae legt een eitje in de kever, waarna de larve zich in het lichaam van het lieveheersbeestje ontwikkelt.
Het zevenstippelig lieveheersbeestje wordt bedreigd door een verwante soort uit de lieveheersbeestjesfamilie die in delen van het verspreidingsgebied is geïntroduceerd: het Aziatisch lieveheersbeestje (Harmonia axyridis) wordt iets groter dan het zevenstippelig lieveheersbeestje, en eet bij gebrek aan bladluizen ook eitjes en larven van andere lieveheersbeestjes.
De felle kleuren op de dekschilden zijn een waarschuwing voor andere dieren voor de oneetbaarheid van de kever en worden aposematische kleuren genoemd. Als het lieveheersbeestje wordt bedreigd, worden de poten onder de dekschilden verborgen en de antennes en kaaktasters worden onder het halsschild gebracht. De kever houdt zich dood en laat zich op de grond vallen. Zodra het gevaar geweken is komen alle lichaamsuitsteeksels weer tevoorschijn en vervolgt de kever zijn weg. Als een predator echter volhardt, wordt een heldere gele vloeistof uitgescheiden. Deze vloeistof is afkomstig van klieren in de kniegewrichten van de poten. Deze methode van verdediging komt wel meer voor bij insecten zoals kevers en wordt reflexbloeden genoemd. De afscheiding of bloedvloeistof is ondanks de naam echter geen bloed, maar een speciale afweerstof die enkel dient om vijanden af te schrikken en geen met bloed vergelijkende functie heeft. De vloeistof ruikt onaangenaam, smaakt erg bitter en is erg kleverig zodat het goed blijft plakken. De bloedvloeistof bevat bovendien een alkaloïde stof die giftig is voor dieren, voornamelijk vogels. Het alkaloïde is kenmerkend voor lieveheersbeestjes en heeft daarom de naam coccineline gekregen, afgeleid van de familienaam Coccinellidae.
Uit onderzoek blijkt dat het zevenstippelig lieveheersbeestje veel giftiger is voor jonge koolmezen (Parus major) dan andere lieveheersbeestjes zoals het tweestippelig lieveheersbeestje (Adalia bipunctata). Dit komt doordat er relatief veel alkaloïden in het reflexbloed aanwezig zijn in vergelijking met andere soorten als het tweestippelig lieveheersbeestje. Een ander verschil is dat de tweestip relatief meer bloed afscheid dan de zevenstip, het bloed is bovendien minder rijk aan cocceline, wat voornamelijk giftig is voor vogels. Dit verschil is te danken aan de verschillen in grootte en levenswijze; omdat het tweestippelig lieveheersbeestje kleiner is en zich meer verstopt wordt deze soort voornamelijk door roofinsecten gegeten. Het zevenstippelig lieveheersbeestje is groter en zoekt vaak zonbeschenen plaatsen op en is zo beter zichtbaar voor vogels, wat de verhoogde concentratie cocceline verklaart.

### Voortbeweging
Het zevenstippelig lieveheersbeestje gebruikt tijdens het lopen alle zes de pootjes en hoewel ze snel worden voortbewogen is de kever door de korte poten niet erg snel. Ook de larven zijn erg beweeglijk maar vrij langzaam. Ze hebben echter in vergelijking met andere keverlarven, die meer worm-achtig zijn, goed ontwikkelde poten. Kevers of larven die zijn opgewarmd door de zon zijn sneller dan exemplaren die zich op een beschaduwde plek bevinden.
De larven worden aangetrokken door licht (positieve fototaxis) maar bewegen zich het liefst af van de zwaartekracht (negatieve geotaxis). Hierdoor kruipen ze steeds naar boven zodat ze in de jonge toppen van een plant belanden waar de meeste bladluizen leven. Ook een volwassen lieveheersbeestje zal als er niets te eten is naar het hoogste punt kruipen en wegvliegen op zoek naar voedsel. Het vliegvermogen wordt niet ingezet om te vluchten bij gevaar. Lieveheersbeestjes zijn geen goede vliegers; omdat de twee voorvleugels zijn omgevormd tot verharde dekschilden kunnen ze niet worden gebruikt bij het vliegen. Het lieveheersbeestje maakt tijdens de vlucht een brommend geluid door de aanwezigheid van de dekschilden. Ze botsen soms ergens tegenaan en deukjes in de dekschilden zijn daardoor niet zeldzaam.

## Relatie tot de mens

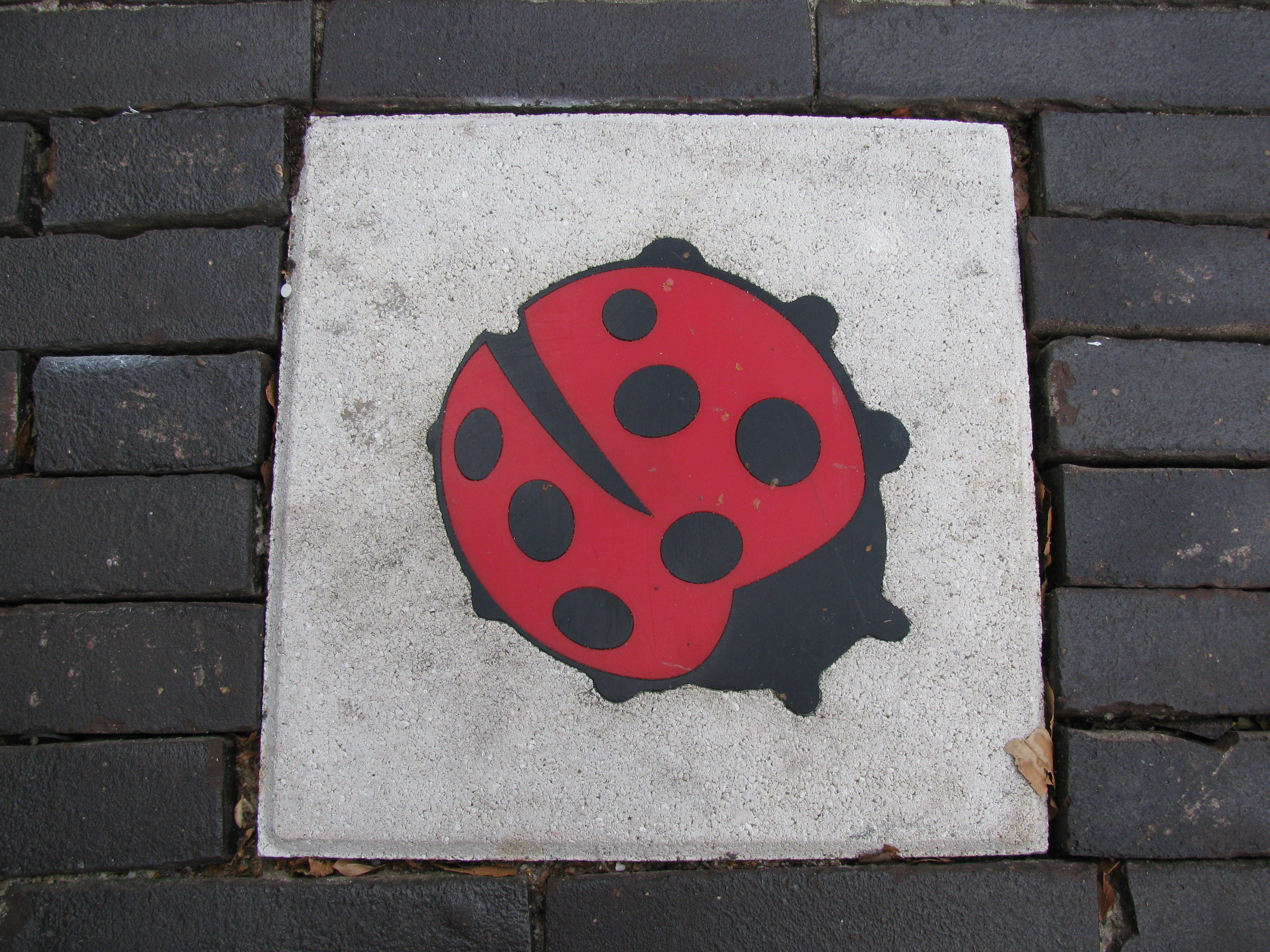
Het zevenstippelig lieveheersbeestje is een symbool tegen zinloos geweld

Lieveheersbeestjes zijn erg geliefd bij de mens omdat ze bonte kleuren hebben en als decoratief worden gezien. Ook is de kever niet schuw en bovendien erg nuttig door de bladluisetende levenswijze. Het zevenstippelig lieveheersbeestje wordt gezien als brenger van geluk. De kever wordt wel als onschuldig beschouwd omdat het diertje geen mensen bijt of steekt, men kan de kever rustig over de huid laten lopen. De soort is zelfs gekozen als symbool tegen zinloos geweld door de Landelijke Stichting Tegen Zinloos Geweld.

### Biologische bestrijding
Het zevenstippelig lieveheersbeestje wordt wereldwijd en op grote schaal ingezet om bladluizen te bestrijden. Er zijn wel meer lieveheersbeestjes die bladluizen eten -overigens doen ze dit niet allemaal- maar de zevenstip is veruit de bekendste soort. Dit hangt nauw samen met de voedselvoorkeur van de soort; de bladluizen die worden gegeten leven voornamelijk op door de mens geteelde groenten en fruit en bloemen zoals rozen. Doordat enorme hoeveelheden bladluizen worden gegeten en de kevers naar een andere plant vliegen als de voedselplant volledig is ontdaan van luizen, is hun economische impact groot.
Het zevenstippelig lieveheersbeestje is door zijn positieve rol in de plantenteelt op verschillende plaatsen in de wereld uitgezet. Onder andere in de Verenigde Staten is de introductie van de kever succesvol, het lieveheersbeestje is het 'insect van de staat' van zeven verschillende Amerikaanse staten. Een nadeel van de explosieve groei van de zevenstip is dat een andere inheemse soort, het negenstippelig lieveheersbeestje (Coccinella novemnotata) wordt verdrongen. Deze soort is in de staat Ontario sinds 1982 niet meer gezien.

## Naamgeving en taxonomie
De wetenschappelijke naam van de soort werd in 1758 gepubliceerd door Carl Linnaeus. Die spelde de naam als '7-punctata', maar de International Code of Zoological Nomenclature schrijft voor dat zulke cijfers getranscribeerd moeten worden. De Nederlandse naam zevenstippelig lieveheersbeestje slaat op het aantal zwarte stippen op de dekschilden. Ook de wetenschappelijke soortnaam verwijst hiernaar; septem-punctata betekent vrij vertaald 'met zeven-stippen'.
De kever wordt ook wel zonnekever en onzelieveheersbeestje genoemd, maar met deze naam worden ook andere lieveheersbeestjes aangeduid.
Er zijn twee ondersoorten die geografisch van elkaar gescheiden zijn.
- Coccinella septempunctata brucki; deze ondersoort komt voor in Japan
- Coccinella septempunctata septempunctata; deze ondersoort komt voor in de rest van het verspreidingsgebied.